# Triomphe (jeu de cartes)
La Triomphe est un ancien jeu de cartes, pour deux à cinq joueurs, attesté en français à partir de 1480. Il porte le concept d'atout, que désigne le mot triomphe, qui a donné son nom au jeu. La triomphe est probablement venue d'Italie, où on la connaît dès le XVe siècle sous le nom de trionfo. Ce mot a notamment donné trump en anglais, triunfo en espagnol, ou encore Trumpf en allemand, termes qui désignent tous l'atout.
Les grammairiens ont veillé à le mettre au féminin, pour ne pas le confondre avec le sens commun de triomphe. Ainsi, Gilles Ménage, Observations de Monsieur Menage sur la langue françoise. Seconde édition, Paris, 1675, écrit : « TRIOMPHE. Féminin en termes de jeu de cartes. Joüer à la triomphe. J’avois deux bonnes triomphes. Il a coupé d’une haute triomphe. », insistant sur le féminin.
La triomphe a disparu autour de 1800, et avec elle le sens d’atout du mot triomphe, désormais remplacé par atout. C’est l’écarté, autre rejeton de ce jeu ancestral, qui lui a succédé.

## Principe général
La triomphe apparaît comme le premier jeu de cartes avec atout. On donne à chaque joueur un nombre égal de cartes (entre 5 et 12), puis on retourne la première carte du talon : elle détermine la couleur d’atout, appelée justement triomphe.
Le jeu est un jeu de levée très simple, où chacun doit mettre de la couleur demandée ou jouer atout, la couleur d’atout étant toujours supérieure aux trois autres couleurs.
Selon les pays, le nombre de cartes distribuées peut changer, mais certains points restent communs, tel l’« as qui pille » : celui qui a l’as de la couleur retournée peut prendre la carte qui désigne l’atout (et rejeter une carte de moindre valeur).

## Règle du jeu
Les règles de la triomphe française sont exposées pour la première fois dans La maison academique contenant les jeux du picquet, du hoc, du tric-trac, du hoca, de la guerre, de la paulme, du billard, du palle-mail, divers jeux de cartes, qui se joüent en differentes fac̜ons […] & autres jeux facessieux & divertissans, Paris, Etienne Loyson, 1659, un des premiers recueils de règles de jeu en Europe. 
Le livre présente « Le jeu de cartes de la triomphe », en expliquant : « Ce jeu est assez connu et pratiqué dans toutes les compagnies sans qu'il soit besoin de le mettre dans ce livre », puis expose les règles de deux variantes, « Autre jeu de triomphe » et « La triomphe de Tholose ».
La triomphe française est un jeu de levée pour les levées, c’est-à-dire que les cartes ne portent pas de valeurs de points (comme à la belote, par exemple). C’est celui qui a fait le plus de levées (trois sur cinq à faire) qui gagne.

### Donne et retourne
La triomphe française se joue avec un paquet de 36 ou de 32 cartes. À quatre joueurs, on donne 5 cartes à chacun, puis le donneur retourne la première carte du talon, qui fixe l’atout. Si l’un des joueurs a l’as de la couleur retournée, il « pille » cette carte, et rejette une carte de moindre valeur. Parfois, c'est le donneur qui la prend pour lui et écarte une autre carte de son jeu.
Tous les joueurs doivent avoir le même nombre de cartes.
Le premier en cartes, à gauche ou à droite du donneur, pose une première carte à laquelle les autres joueurs doivent répondre. Les joueurs, s’ils sont quatre, peuvent jouer en deux équipes, deux contre deux.

### Jeu de la carte
Chaque joueur à tour de rôle abat une carte de la couleur demandée. S’il n’a pas de cette couleur, il peut jouer atout, et remporte ainsi la levée. Dès qu’un joueur ou un camp a fait au moins trois levées, ce camp ou ce joueur est déclaré gagnant.

### Fin de partie et vainqueur
Il suffit de compter le nombre de levées. Comme il y en a cinq à faire, c’est vite vu.

## Variantes
La triomphe a engendré de nombreuses variantes. En voici quelques-unes :
- « soit au forçat ou plaisant lequel se jouë deux contre deux, ou trois chacun pour soy, ou seul à seul » (La mort aux pipeurs, 1608) ; au « forçat », il faut couper obligatoirement si l’on n’a pas de la couleur demandée ; au « plaisant », on n’est pas obligé.
- La Triomphe de Toulouse (règles dans La maison academique contenant les jeux, 1659) : « on ne pille point à ce jeu » ; les partenaires, assis côte à côte, peuvent communiquer entre eux et choisir, sans parler, quelles cartes jouer.
- L’Homme ou la Bête : un grand classique, où un joueur se déclare preneur de l’atout retourné (il fait « l’homme ») et va affronter les autres joueurs ; l’un d’eux peut contrer, s’il pense que le preneur va perdre ; si le preneur perd, il « fait la bête », c'est-à-dire qu'il remet autant au pot ; les règles de ce jeu nous sont connues par Daniel Martin, Colloques ou devis françois, Strasbourg, 1626 ; Id., Les Colloques françois & allemands, Strasbourg, 1627, mais aussi La maison academique contenant les jeux de 1659 ; la Bête (sous ce nom) a connu un grand succès en Europe, particulièrement en Allemagne (où elle est devenue Labetenspiel, ou Kaufflabet, aussi Contraspiel, le jeu où l'on contre[3].
- L’Homme d'Auvergne, proche de la Bête (règles aussi dans La maison academique contenant les jeux de 1659).
- Le Lenturlu ou Pamphile, une variante apparue au milieu du XVIIe siècle ; même règles que la triomphe (cinq cartes à chaque joueur), mais le valet de trèfle (Pamphile) est la carte la plus forte ; 5 cartes de même couleur forment un "lenturlu", qui permet de récolter des points supplémentaires ; comme à la Triomphe ordinaire, le preneur doit faire 3 levées pour gagner ; aux Provinces-Unies, le jeu est de venu Lanterluy, en Grande-Bretagne, Lanterloo, devenu Loo.
- La Mouche, une triomphe avec mises à chaque donne alimentant le pot (la « mouche »), que remporte le gagnant ; on trouve les règles de la Mouche dans l’Encyclopédie (voir)
- La Bourre (à cinq), qui ressemble beaucoup à la Mouche, surtout populaire dans les campagnes au XIXe siècle.